# Michel Le Nobletz
Michel Le Nobletz (29. září 1577 Plouguerneau – 5. května 1652 Le Conquet) byl francouzský římskokatolický duchovní a misionář. Spolu s Julienem Maunoirem je považován za jednoho z největších misionářů Bretaně v 17. století.

## Život
Narodil se 29. září 1577 v Kerodernu poblíž Plouguerneau do šlechtické rodiny Hervého Le Nobletze a Françoise de Lesvern (nebo Lesguern). Měl šest sester a čtyři bratry.
Studoval na místních školách a ve 13 letech odešel do Ploudaniel, kde se věnoval studiu u kněze Alaina Le Guern. Rozhodl se studovat teologii a filosofii u Jezuitů, nejprve v Bordeaux a poté v Agenu. Po dokončení studií se vrátil do rodného domu, ale byl vyhnán otcem. Usadil se v domě své staré chůvy, kde šest měsíců učil děti katechismu. Le Nobletz se poté rozhodl přestěhovat do Paříže, aby pokračoval ve studiu na Sorbonně. Roku 1607 byl vysvěcen na kněze.
Po návratu do Bretaně odešel do samoty na pláži Trémenech, která se nacházela kousek od rodné obce. Roku 1608 odešel do dominikánského kláštera v Morlaix, ale po šesti měsících byl vyloučen za to, že strhl obraz mecenášky. Následně zahájil svou misionářskou činnost. Roku 1611 se usadil v Lochristu poblíž Plougonvelinu, poté kázal na ostrovech Ouessant, Molène a Batz. Později se z Pointe de Saint-Mathieu přesunul do Dolní Bretaně. Zde byl však považován za fanatika, i když se na jeho obranu postavil opat z Louëtu.
Po neúspěšné misii v Landerneau odešel do provincie Cornouaille, kde kázal v Pont-l'Abbé, Concarneau a Audierne. Roku 1618 se uchýlil do okolí Douarnenez, kde zůstal 25 let, než se přestěhoval do Le Conquet. Zemřel 5. května 1652. Byl pohřben na rodinném pozemku Halgouëtů v Lochristu, kde mu byla na památku vztyčena socha v životní velikosti. Po jeho smrti mu bylo připisováno několik zázraků, a jeho hrobka se na dlouhou dobu stala poutním místem.

## Proces svatořečení
Proces byl zahájen roku 1701 a následně přerušen. Dne 9. dubna 1897 byl proces obnoven a 14. prosince 1913 uznal papež Pius X. jeho hrdinské ctnosti.